# Стадии совершения преступления
Стадии совершения преступления — это этапы, которые проходит преступление в своем развитии от начала (подготовительных действий) до конца (наступления общественно опасных последствий). В случае, если развитие преступления было прервано на любой из стадий до его завершения, речь идёт о неоконченной преступной деятельности.
Данные два понятия достаточно часто употребляются в литературе в качестве взаимозаменяемых. Например, разделы многих учебников, описывающие неоконченную преступную деятельность, носят название «Стадии совершения преступления». 
Стадии совершения преступления не обязательно присутствуют в деянии: наступлению общественно опасных последствий или совершению преступного деяния может и не предшествовать никаких этапов общественно опасного поведения, такие этапы не образуют обязательного компонента преступности деяния. В целом стадии преступления становятся предметом правового рассмотрения только в случае, когда преступление является прерванным, т. е. при неоконченной преступной деятельности. Уголовно-правовая оценка действий лица в таких случаях будет зависеть от того, являлось ли такое прерывание добровольным или оно произошло по независящим от лица причинам, а также от конкретной стадии, на которой произошло прерывание.

## Последовательность стадий преступления
Первым этапом, предшествующим совершению общественно опасного деяния, может являться формирование умысла или замышление преступления. Формирование умысла представляет собой мыслительную деятельность субъекта, направленную на создание психической модели будущего преступления: постановку целей и задач, выбор средств и способов их достижения, обдумывание постпреступной деятельности по сокрытию следов преступления и т. д.
В процессе формирования умысла или после его завершения лицо может сообщить окружающим о наличии у него намерения совершить преступление (в словесной, письменной или иной форме). Такое информирование в уголовно-правовой теории получило название «обнаружение умысла».
После того как будет сформировано преступное намерение, виновный может совершить определённые запланированные им действия, направленные на подготовку условий для приведения преступного замысла в исполнение: приобретение орудий и средств преступления, поиск соучастников и т. д.
Наконец, лицо непосредственно должно совершить действия, направленные на причинение вреда объектам уголовно-правовой охраны. Эти действия и процесс реализации преступного вреда могут быть как одномоментными, так и растянутыми во времени.

## Значение стадий преступления
Как правило, формирование и обнаружение умысла не являются уголовно наказуемыми. Последующие же стадии реализации преступного намерения уже могут повлечь за собой наступление уголовной ответственности. При этом каждая последующая стадия преступления «поглощает» предыдущую: если преступление было доведено виновным до конца, отдельное привлечение его к ответственности за приготовительные действия не имеет смысла. При квалификации неоконченного преступления необходимо указать, на какой стадии оно было прервано. 

### Виды преступлений, стадии которых имеют уголовно-правовое значение
Уголовно-правовое значение имеют стадии лишь умышленного преступления. Деяния, приводящие к неосторожному причинению вреда, становятся преступными лишь в момент фактического наступления общественно опасных последствий, до этого они не считаются преступными.
Отдельными теоретиками высказываются мнения о возможности выделить также стадии неосторожного преступления, однако большинство российских учёных не признают теоретической и практической ценности за такими конструкциями.
Лишь преступления, совершаемые с прямым умыслом, могут иметь неоконченный характер, поскольку в неосторожных преступлениях и преступлениях с косвенным умыслом отсутствует какой-либо желаемый виновным преступный результат.
Спорным в теории уголовного права является вопрос о том, могут ли быть неоконченными преступления с формальным составом, преступления, совершаемые путём бездействия, и преступления, в которых уже с совершением первого поведенческого акта виновного, образующего объективную сторону преступления, оно считается оконченным. Противники признания возможности неоконченной преступной деятельности указывают, что в таких случаях деятельность лица до того, как преступление будет окончено, не носит преступного характера, является безразличной для уголовного права. Так, например, при бездействии лицо может сколь угодно долго воздерживаться от совершения требуемых от него действий, пока не наступит некоторый критический момент, который переведёт такое бездействие в разряд преступного. 
Между тем, указывается, что в большинстве преступлений с формальным составом возможна как минимум приготовительная деятельность, а если деяние состоит из нескольких актов либо если имеется разрыв во времени между началом и окончанием преступного действия — возможно и покушение. 
Неоконченная преступная деятельность возможна и в случае совершения преступления в состоянии сильного душевного волнения, не исключавшего возможность лица предвидеть наступление общественно опасных последствий и желать такого наступления. В то же время, невозможно приготовление и покушение на деяния, совершаемые с превышением пределов необходимой обороны или мер, необходимых для задержания лица.

## Формирование и обнаружение умысла
Хотя истории уголовного права известна ответственность как за формирование умысла (Соборное уложение 1649 года: «Будет кто каким умышлением учнет мыслить на государьское здоровье злое дело, а про то его злое умышление кто известит, и по тому извету про то его злое умышление сыщется допряма, что он царское величество злое дело мыслил и делать хотел, и такова по сыску казнить смертию»), так и за его обнаружение (Уложение о наказаниях уголовных и исправительных 1845 года устанавливало ответственность за «изъявление на словах, или письменно, или каким-либо иным действием намерения учинить преступление»), современное уголовное право, как правило, признаёт формирование и обнаружение умысла ненаказуемыми.
Формирование умысла представляет внутренний психический процесс, оно никак не проявляется вовне и потому само по себе, без последующих действий по реализации такого умысла не представляет собою угрозы для охраняемых уголовным правом общественных отношений, интересов и благ. Кроме того, в настоящее время признаётся неотъемлемым право индивида на свободу мысли. Поэтому содержание мыслей не должно становиться предметом правовой оценки. 
Обнаружение умысла само по себе, не подкреплённое конкретными действиями лица, направленными на реализацию намерения или хотя бы создание условий для такой реализации, также ненаказуемо. В этом случае также ещё не причиняется вреда объектам уголовно-правовой охраны и не создаётся реальной угрозы причинения такого вреда, следовательно, не может идти речи об общественной опасности. Отмечается, что обнаружение умысла часто, напротив, препятствует совершению преступления, ввиду своевременного принятия мер к предотвращению преступления.
Наказуемость обнаружения умысла характерна в основном для государственных преступлений в правовых системах государств с автократическим или тоталитарным режимом, где государство стремится к контролю за всеми сферами жизнедеятельности человека, в том числе и за его частной жизнью. Напротив, либерально-демократическая идеология исключает признание обнаружения умысла преступным. Монтескьё писал, что «законы должны наказывать одни только преступные действия». В Наказе Екатерины II говорилось, что «законы не обязаны наказывать никаких других, кроме внешних или наружных действий». В целом указывается, что наказуемость обнаружения умысла связана с судейским произволом, поскольку такая наказуемость основана на вторжении юстиции в мыслительную сферу человека, недоступную для объективного внешнего наблюдения.

### Обнаружение умысла и сходные деяния
Обнаружение умысла следует отличать от угрозы совершения преступления, которая в отдельных случаях (например, угроза убийством или причинением тяжкого вреда здоровью) может иметь самостоятельное уголовно правовое значение, поскольку уже сам факт угрозы причиняет вред (в основном носящий характер морального или организационного). Угроза совершения преступления не рассматривается как стадия реализации преступного намерения, это самостоятельное преступное деяние, информационное действие, несущее в себе самостоятельную общественную опасность.
Кроме того, обнаружение умысла отличается и от «информационных» преступлений, сущность которых заключается в передаче некой информации от одного субъекта к другому: оскорбление, клевета, публичные призывы к развязыванию агрессивной войны и т. д. В таких деяниях уже сам факт передачи информации причиняет преступный вред, является общественно опасным.

## Приготовление к преступлению
Приготовлением к преступлению признаются деяния лица, направленные на создание условий для будущего совершения преступления, не доведённые до конца по причинам, не зависящим от воли данного лица.
При приготовлении к преступлению лицо выполняет первые конкретные действия, направленные на обеспечение совершения будущего преступного посягательства, приступает к практической реализации своего преступного замысла. Непосредственно приготовительные действия не причиняют ущерба объектам уголовно-правовой охраны, однако они создают условия для причинения им вреда, чем и определяется их общественная опасность.
Преступными признаются не любые приготовительные действия, а только несущие в себе повышенную опасность. В некоторых правовых системах приготовительные действия и вовсе признаются ненаказуемыми, однако здесь необходимо иметь в виду, что законодательством разных стран предусматриваются различные правила разграничения приготовления и покушения на преступление: одни и те же действия (например, приобретение орудия преступления) могут рассматриваться и как приготовительные, и как уже входящие в состав покушения на преступление. 
Приготовительными могут признаваться следующие действия: подготовка и приискание орудий преступления, поиск соучастников преступления, действия по заблаговременной нейтрализации технических средств охраны и т. д.

## Покушение на преступление
Покушение на преступление — это деяния лица, непосредственно направленные на совершение преступления, не доведённые до конца по причинам, не зависящим от воли данного лица.
В большинстве уголовно-правовых систем стран мира покушение на преступление, в соответствии с воззрениями классической школы уголовного права, трактуется как начало исполнения состава преступления. В континентальном праве критерием отграничения покушения на преступление от приготовления к преступлению является характер причинной связи между действиями лица и преступными последствиями: если эти действия создают реальную и непосредственную угрозу наступления последствий, имеет место покушение, а если они являются лишь условиями причинения вреда — речь идёт о приготовлении. В англо-американском праве разграничение основывается на степени опасности совершаемых действий: достаточную опасность для признания наличия уголовно наказуемого покушения имеют те действия виновного, которые характеризуются относительной близостью к преступному результату, который сам по себе имеет высокую опасность.
Покушения подразделяются на оконченные и неоконченные. Оконченным признается покушение, при котором виновный убеждён, что он сделал все необходимое для окончания преступления, однако преступный результат не наступил по независящим от него обстоятельствам. Неоконченным является такое покушение, при котором виновный по независящим от него обстоятельствам не выполнил всех действий (бездействия), которые считал необходимыми для завершения преступления.
Выделяют также негодное покушение, в котором причиной недоведения преступления до конца оказывается фактическая ошибка лица в объекте или средствах совершения преступления. Негодное покушение влечёт уголовную ответственность, кроме случаев использования из-за крайнего невежества средств, заведомо неспособных причинить желаемый результат.

## Оконченное преступление
Преступление признаётся оконченным, если в совершённом лицом деянии содержатся все признаки состава преступления, предусмотренного уголовным законом. При этом значение имеет не столько фактическое наличие в деянии признаков преступления, сколько соответствие представления субъекта о желаемом результате фактическим обстоятельствам дела: реализация им всех задуманных общественно опасных действий и наступление всех общественно опасных последствий.
Даются и более развёрнутые определения оконченного преступления. А. И. Ситникова считает, что под оконченным преступлением следует понимать «деяние, содержащее в себе все элементы и признаки конкретного состава преступления, в котором полностью (до конца) реализован преступный умысел, за исключением усечённых преступлений, которые по воле законодателя считаются оконченными даже в тех случаях, когда умысел реализован частично». Она же даёт определение неоконченного преступления: это «умышленное деяние, не доведённое до конца по независящим от лица обстоятельствам, а также добровольно оставленное при приготовлении к преступлению и покушении на преступление».
Преступление с материальным составом считается оконченным с момента наступления общественно опасных последствий. Преступление с формальным составом является оконченным с момента совершения общественно опасных действий (бездействия), описанных в законе. Преступления с усечённым составом считаются оконченными не в момент наступления последствий, а с начала совершения действия, которое создаёт угрозу наступления последствий.
Существует три точки зрения, касающиеся момента окончания преступления. Сторонники первой из них указывают, что в расчёт должно приниматься лишь субъективное представление виновного о совершении всех необходимых для завершения преступления действий. Другие авторы заявляют о том, что оконченность преступления определяется исходя из объективного присутствия в деянии всех установленных законодателем признаков состава преступления. Третьи же говорят о том, что необходимо учитывать как объективное наличие тех признаков, которые предусмотрены законом, так и субъективное представление субъекта о законченности деяния, которое он планировал совершить. 
Момент признания преступления оконченным далеко не всегда совпадает с моментом, когда преступление вообще признаётся совершённым. Если, согласно распространённой в современном уголовном праве позиции, временем совершения преступления признаётся время совершения общественно опасного действия (бездействия) независимо от времени наступления последствий, то, например, убийство, совершённое с применением медленно действующего яда, будет признано оконченным преступлением с момента наступления смерти, однако временем совершения преступления будет время, когда виновный дал потерпевшему этот яд.

## Добровольный отказ от преступления
Добровольным отказом от совершения преступления признаётся прекращение лицом приготовления к преступлению либо прекращение действий (бездействия), непосредственно направленных на совершение преступления, если лицо осознавало возможность доведения преступления до конца. Лицо не подлежит уголовной ответственности за преступление, если оно добровольно и окончательно отказалось от доведения этого преступления до конца. 
Добровольный отказ возможен на стадии приготовления к преступлению и неоконченного покушения. Возможность добровольного отказа на стадии оконченного покушения, когда виновный уже выполнил все действия, которые считал необходимыми для наступления преступных последствий, но они на момент отказа ещё не наступили по независящим от него причинам, является спорной.
Добровольный отказ от совершения преступления исключает привлечение к ответственности за совершение задуманного деяния. Однако если виновный до отказа от реализации основного преступного намерения в ходе неоконченной преступной деятельности уже успел совершить некие общественно опасные деяния (например, незаконно приобрёл оружие), он может нести за это ответственность. 
Добровольный отказ не следует смешивать с деятельным раскаянием, которое представляет собой добровольное заглаживание причинённых общественно опасных последствий. Деятельное раскаяние осуществляется уже после окончания преступления и представляет собой активное поведение лица.

## Критика концепции стадий преступления
Критике подвергается сама необходимость выделения стадий совершения преступления и их самостоятельного изучения в уголовно-правовой теории. 
Г. В. Назаренко указывает, что:
1. Во многих умышленных преступлениях никаких этапов их совершения выделить нельзя, равно как и во всех неосторожных преступлениях.
2. Не имеет никакого уголовно-правового значения выделение стадий совершения доведённого до конца преступления.
3. Не может рассматриваться как стадия преступления оконченное преступление, поскольку оно является уже завершённым.

Вместо стадий совершения преступления он предлагает считать предметом рассмотрения уголовного права виды прерванной преступной деятельности: приготовление к преступлению и покушение на него.